# تپه چال چال مال امیری سفلی
تپه چال چال مال امیری سفلی مربوط به دوران پیش از تاریخ ایران باستان - دوره ساسانیان است و در شهرستان صحنه، بخش مرکزی، روستای مال امیری واقع شده و این اثر در تاریخ ۱۱ مرداد ۱۳۸۴ با شمارهٔ ثبت ۱۲۴۸۵ به‌عنوان یکی از آثار ملی ایران به ثبت رسیده است.